# Paul Lemmerz

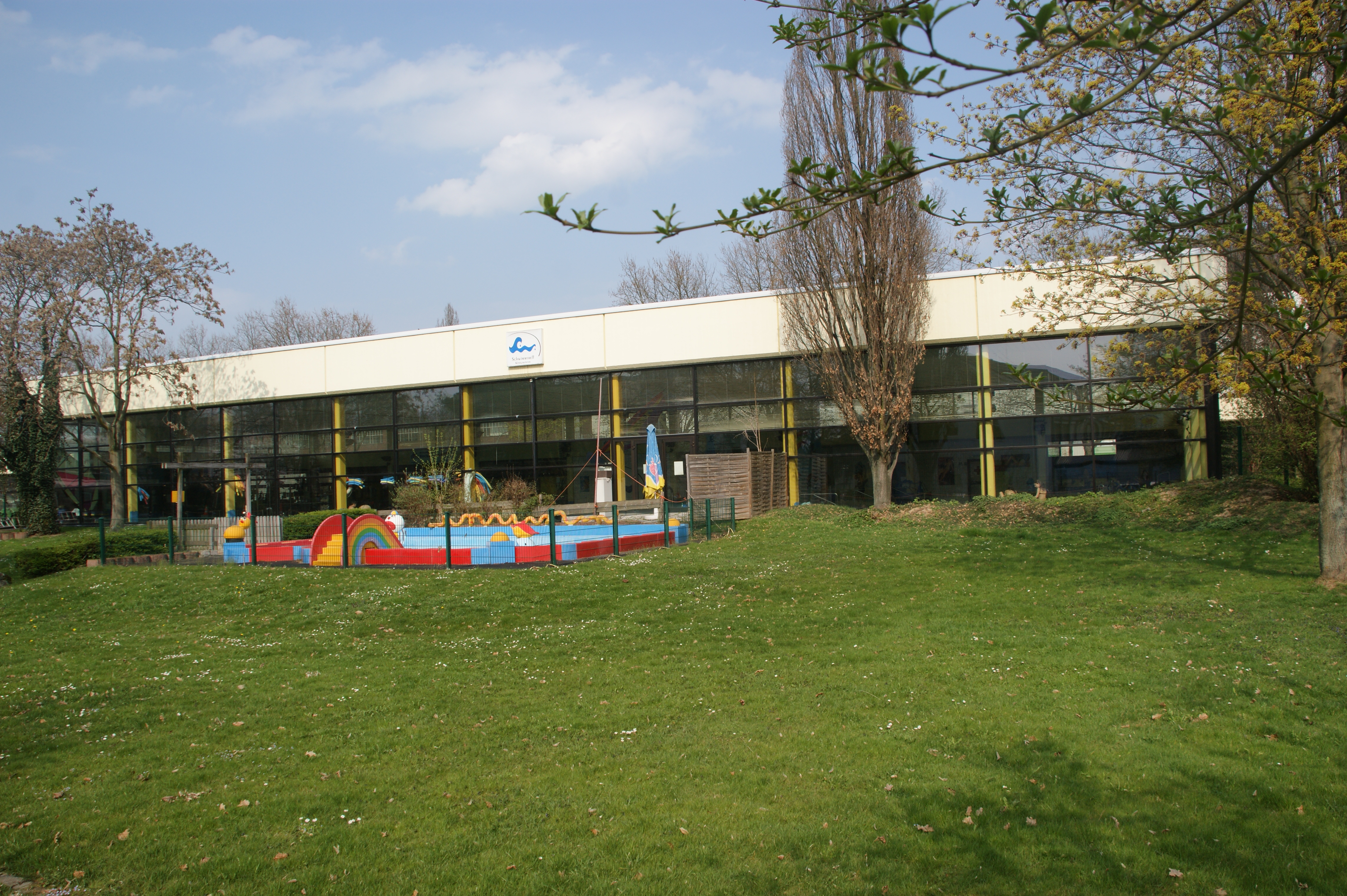
Paul-Lemmerz-Hallenbad

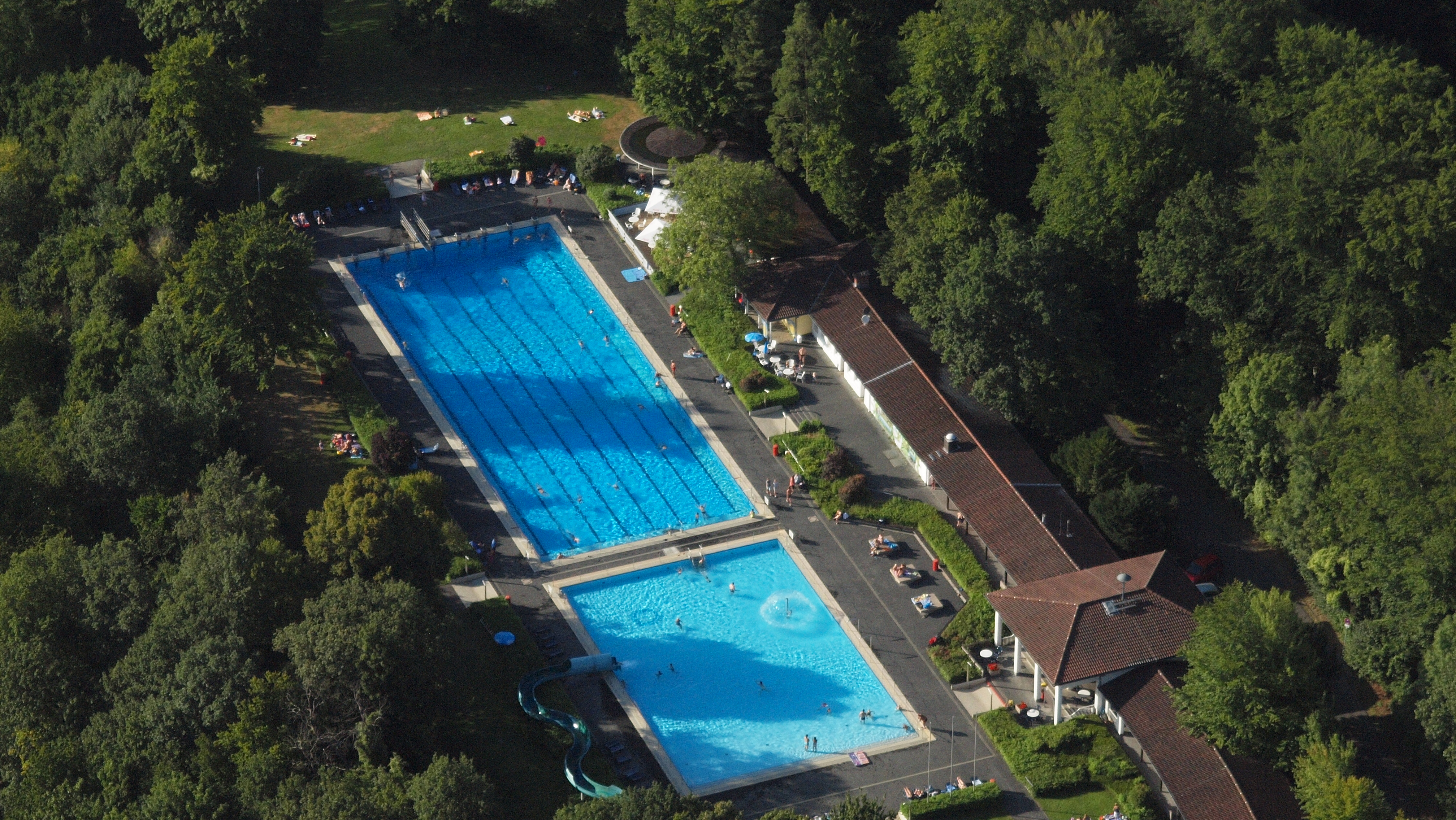
Königswinter, Lemmerz-Freibad

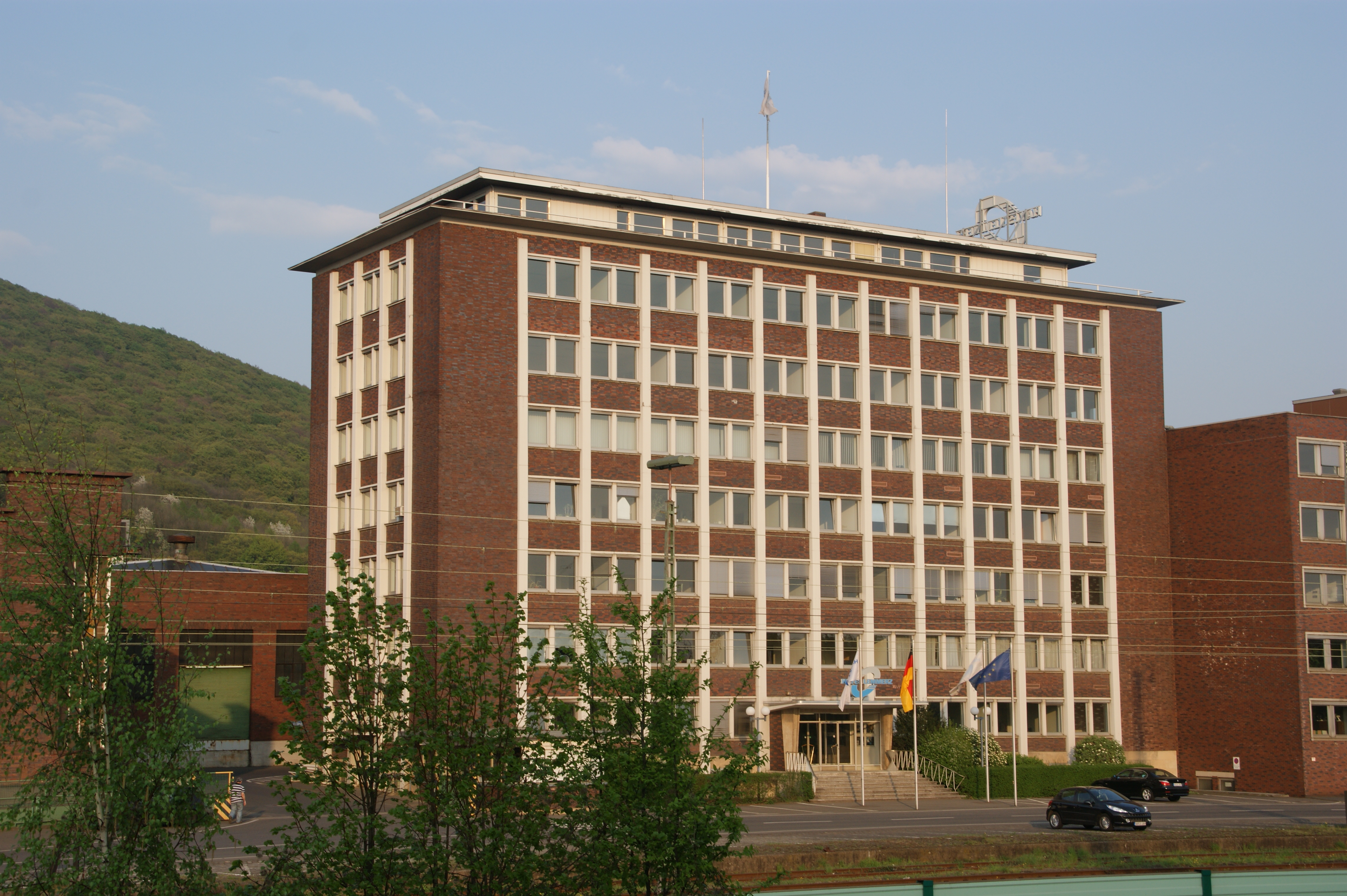
Lemmerz-Verwaltungsgebäude in Königswinter

Paul Lemmerz (6 febbraio 1907 – 28 febbraio 1977) è stato un imprenditore tedesco.

## Biografia
Paul Lemmerz nel 1935 prende la guida della Lemmerz-Werk GmbH dal padre Johann Lemmerz. Nel 1949 Paul Lemmerz introduce la produzione di cerchioni per autocarri. Nel 1953 fonda a Königswinter la Lemmerz-Freibad presso Nordhang des Drachenfels e nel 1978 viene aperta la Paul-Lemmerz-Hallenbad.
Nel 1997 avviene la fusione tra Lemmerz-Werk e la americana Hayes Wheels International creando la Hayes Lemmerz, che nel 2012 diventa Maxion Wheels.

## Onorificenze
- 1953: Verdienstkreuz (Steckkreuz) der Bundesrepublik Deutschland
- 1957: Cittadino onorario di Königswinter